# سعد العازمي
سعد العازمي أو عباس شاودري (ولد في 11 نوفمبر 1979) هو مواطن كويتي اعتقل وسجن في معتقل جوانتانامو وأفرج عنه سنة 2005 وكان رقمه في المعتقل 571.